# Sepp Maier
Josef Dieter „Sepp” Maier (ur. 28 lutego 1944 w Metten) – niemiecki piłkarz i trener. Bramkarz reprezentacji Niemiec i Bayernu Monachium, uważany za jednego z najlepszych graczy na tej pozycji w historii piłki nożnej.
W barwach Bayernu (który był jedynym klubem w jego zawodowej karierze) mistrz RFN (1969, 1972, 1973, 1974), zdobywca Pucharu RFN (1966, 1967, 1969, 1971), trzykrotny zdobywca Pucharu Europy (1974, 1975, 1976), zdobywca Pucharu Interkontynentalnego (1976), zdobywca Pucharu Zdobywców Pucharów (1967). Łącznie rozegrał 473 mecze ligowe, z czego 442 z rzędu (w latach 1966–1977).
W drużynie narodowej w latach 1966–1979 rozegrał 95 spotkań. Czterokrotnie znajdował się w kadrze na MŚ (1966, 1970, 1974, 1978), jedynie za pierwszym razem, w Anglii, będąc rezerwowym. Mistrz świata 1974 i zdobywca trzeciego miejsca w 1970. Mistrz (1972) i wicemistrz (1976) Europy.
Trzykrotnie (1975, 1977, 1978) był wybierany piłkarzem roku w Niemczech.
Karierę zakończył po wypadku samochodowym w lipcu 1979. Przez wiele lat (1988–2004) był trenerem bramkarzy w sztabie trenerskim reprezentacji Niemiec.

## Odznaczenia
- Krzyż Zasługi na Wstędze (Krzyż Kawalerski) Orderu Zasługi Republiki Federalnej Niemiec
- Bawarski Order Zasługi (2024)[1]